# Otostylis
Otostylis – rodzaj roślin z rodziny storczykowatych (Orchidaceae). Obejmuje dwa gatunki występujące w Ameryce Południowej w takich krajach jak: Brazylia, Kolumbia, Gujana, Peru, Surinam, Trynidad i Tobago, Wenezuela.

## Systematyka
Rodzaj sklasyfikowany do podplemienia Zygopetalinae w plemieniu Cymbidieae, podrodzina epidendronowe (Epidendroideae), rodzina storczykowate (Orchidaceae), rząd szparagowce (Asparagales) w obrębie roślin jednoliściennych.
Wykaz gatunków
- Otostylis alba (Ridl.) Summerh.
- Otostylis brachystalix (Rchb.f.) Schltr.